# Anthurium antrophyoides
Anthurium antrophyoides Killip, 1926 è una pianta della famiglia delle Aracee, endemica della Colombia.